# الميزان (كوكبة)

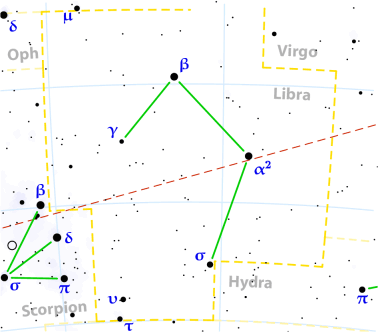
كوكبة الميزان / Libra.

كوكبة الميزان (باللاتينية: Libra) هي من كوكبات دائرة البروج السماوي ورمزها هو ♎ . وتعتبر كوكبة خافته ولا تحتوي على نجوم ذات اضاءة عالية. يقع الميزان بين كوكبة العقرب وكوكبة العذراء. اثنان من نجومها ألمع من الدرجة الثالثة. ويعتبر الزبان الشمالي ألمع نجوم الكوكبة.
تقع الكوكبة على مسار الشمس و دائرة البروج، لذلك تعبرها الشمس والقمر والكواكب السيارة. وقد یسمی الميزان، لبرج الميزان من أبراج الفلكية المعروفة حیث کان یمر من کوکبة المیزان فی ماض البعید وحالیا یمر من کوکبة العذراء وبرج العقرب یمر من کوکبة المیزان. إلا أن زمن عبور الشمس من خلالها تغير بمرور الزمن بسبب ترنح الأرض. تعبرها الشمس حاليا من 31 تشرين الأول لغاية 23 تشرين الثاني.

## المميزات
تحد كوكبة الميزان من الشمال كوكبة الحية٬ وكوكبة العذراء من الشمال الغربي٬ وكوكبة الشجاع من الجنوب الغربي٬ وكوكبة السبع من الجنوب٬ وكوكبة العقرب من الشرق٬ وكوكبة الحواء من الشمال الشرقي. وتقع في المرتبة الـ29 من الكوكبات الـ88 من حيث الحجم.